# Philipp von Behr
Philipp Dietrich Emmerich Baron von Behr (* 26. Dezember 1898jul. / 7. Januar 1899greg. in Mitau; † 25. Juli 1982 in Göttingen) war ein deutsch-baltischer Marineoffizier im Zweiten Weltkrieg, der wegen Kriegsverbrechen im sogenannten Skorzeny Case (Teil der Dachauer Prozesse) angeklagt wurde.

## Leben

### Herkunft
Philipp von Behr entstammte dem Uradelsgeschlecht von Behr und war ein Kind von Hermann Werner Alexander Baron von Behr (1842–1906) und Elisabeth Baronesse von Behr aus dem Hause Stricken (* 1862).

### Militärische Laufbahn
Philipp von Behr trat im Januar 1918 in die Kaiserliche Marine ein. Er besuchte zur Ausbildung bis Juni 1918 die Marineschule und hatte ein Bordkommando auf das Schulschiff Freya. Anschließend diente er als Seekadett auf der Derfflinger. Am 11. August 1920 erhielt er den Charakter als Fähnrich zur See verliehen.
Nach dem Ersten Weltkrieg diente Behr in der Baltischen Landeswehr und wurde dort Rittmeister. Danach studierte er und wurde Dipl.-Ing. der Chemie.
Nachdem er nach Deutschland auswanderte, wirkte er in der Kriegsmarine. Im Juni 1940 wurde er Adjutant beim Marinebefehlshabers in den Niederlanden, auf das dort im September desselben Jahres eine Promotion zum Marine-Verbindungsoffizier folgte. Im Februar 1943 wurde Behr zum Kommandeur der 6. Schiffsstammabteilung ernannt. Danach war er als I. Offizier auf den Minenschiffen Ostmark und Linz. Bis Oktober 1944 diente er, nun als Korvettenkapitän, als Kommandant der Zerstörer-Ausbildungsabteilung.
Danach schied er aus der Kriegsmarine aus und wurde Stabsoffizier Ic beim Kommando der SS-Jagdverbände unter Otto Skorzeny.
Im Rahmen der Dachauer Prozesse wurde am 18. August 1947 unter dem Kürzel US 014 ein Verfahren eröffnet. Es ging um die Anschuldigung, dass von Oktober 1944 bis Januar 1945 Mitglieder der 150. SS-Panzerbrigade im Rahmen des sogenannten Unternehmen Greif hunderte US-Soldaten erschossen haben sollen. Es wurden 10 Personen der Panzerbrigade angeklagt. Neben dem Hauptangeklagten Skorzeny war auch Behr angeklagt. Alle Angeklagten wurden Anfang 1948 freigesprochen.

### Familie
Am 11. Februar 1927 heiratete er in Wismar Erika Marie Lucie Emma Gräfin zu Castell-Rüdenhausen. Die Ehe wurde zum 29. November 1946 geschieden.